# Lliga de Campions de la CAF 2012
La Lliga de Campions de la CAF 2012 és la 48a edició de la competició internacional de clubs africana. El guanyador d'aquesta edició representarà al continent en el Campionat del Món de Clubs de futbol 2012.

## Ronda preliminar
17/18/19 de febrer i 2/3/4 de març de 2012.
| Partit | Equip 1            | Resultat global | Equip 2              | Resultat anada | Resultat tornada |
| ------ | ------------------ | --------------- | -------------------- | -------------- | ---------------- |
| 1      | ASFA Yennenga      | 1:4             | ASO Chlef            | 0:0            | 1:4              |
| 2      | AS Vita Club       | 6:4             | Atlético Olympic FC  | 5:0            | 1:4              |
| 3      | Diplomates FC8     | 2:2             | Astres FC            | 1:0            | 1:2              |
| 4      | Young Africans FC  | 1:2             | Zamalek SC           | 1:1            | 0:1              |
| 5      | Missile FC         | 3:4             | Africa Sports        | 3:2            | 0:2              |
| 6      | Ports Authority FC | 0:1             | Horoya AC            | 0:0            | 0:1              |
| 7      | Foullah Edifice    | 1:3             | JSM Béjaïa           | 0:0            | 1:3              |
| 8      | AFAD Djékanou      | 2:0             | Diables Noirs        | 1:0            | 1:0              |
| 9      | Tusker FC          | 0:1             | APR FC               | 0:0            | 0:1              |
| 10     | Coin Nord          | 2:4             | Ethiopian Coffee SC  | 1:0            | 1:4              |
| 11     | AS GNN             | 0:1             | Tonnerre d'Abomey FC | 0:0            | 0:1              |
| 12     | Orlando Pirates FC | 2:4             | Recreativo Libolo    | 1:3            | 1:1              |
| 13     | URA SC             | 3:0             | Lesotho Correctional | 3:0            | 0:0              |
| 14     | Mafunzo FC         | 0:5             | Liga Muçulmana       | 0:2            | 0:3              |
| 15     | Brikama United     | 1:1 (3-1)       | US Ouakam            | 0:1            | 1:0              |
| 16     | CD Elá Nguema      | 0:6             | Dolphins FC          | 0:3            | 0:3              |
| 17     | LISCR FC           | 0:5             | Berekum Chelsea FC   | 0:2            | 0:3              |
| 18     | Green Mamba FC     | 2:8             | FC Platinum          | 2:4            | 0:4              |
| 19     | Japan Actuel's FC  | 1:8             | Power Dynamos FC     | 1:5            | 0:3              |

## Primera ronda
23/24/25 de març i 6/7/8 d'abril de 2012.
| Partit | Equip 1              | Resultat global | Equip 2           | Resultat anada | Resultat tornada |
| ------ | -------------------- | --------------- | ----------------- | -------------- | ---------------- |
| A      | ASO Chlef            | 3:2             | AS Vita Club      | 0:0            | 3:2              |
| B      | Diplomates FC8       | 1:8             | Al-Hilal          | 0:3            | 1:5              |
| C      | Zamalek SC           | 2:2             | Africa Sports     | 1:0            | 1:2              |
| D      | Horoya AC            | 1:4             | Maghreb AS de Fès | 1:1            | 0:3              |
| E      | JSM Béjaïa           | 1:5             | AFAD Djékanou     | 1:2            | 0:3              |
| F      | APR FC               | 2:3             | Étoile du Sahel   | 0:0            | 2:3              |
| G      | Ethiopian Coffee SC  | 0:3             | Al-Ahly SC        | 0:0            | 0:3              |
| H      | Tonnerre d'Abomey FC | 2:5             | Stade Malien      | 0:0            | 2:5              |
| I      | Recreativo Libolo    | 4:4             | Sunshine Stars FC | 4:1            | 0:3              |
| J      | URA SC               | 0:2             | Djoliba AC        | 0:2            | -:-              |
| K      | Liga Muçulmana       | 2:3             | Dynamos FC        | 2:2            | 0:1              |
| L      | Brikama United       | 2:4             | Espérance ST      | 1:1            | 1:3              |
| M      | Dolphins FC          | 2:2             | Cotonsport FC     | 2:1            | 0:1              |
| N      | Berekum Chelsea FC   | 5:3             | Raja Casablanca   | 5:0            | 0:3              |
| O      | FC Platinum          | 2:5             | Al-Merreikh SC    | 2:2            | 0:3              |
| P      | Power Dynamos FC     | 1:7             | TP Mazembe        | 1:1            | 0:6              |

## Segona ronda
27/28/29 d'abril i 11/12/13 de maig de 2012.
| Partit | Equip 1            | Resultat global | Equip 2           | Resultat anada | Resultat tornada |
| ------ | ------------------ | --------------- | ----------------- | -------------- | ---------------- |
| 1      | Al-Hilal           | 2:2 (2-4)       | ASO Chlef         | 1:1            | 1:1              |
| 2      | Maghreb AS de Fès  | 0:4             | Zamalek SC        | 0:2            | 0:2              |
| 3      | Étoile du Sahel    | 4:2             | AFAD Djékanou     | 4:1            | 0:1              |
| 4      | Stade Malien       | 2:3             | Al-Ahly SC        | 1:0            | 1:3              |
| 5      | Djoliba AC         | 1:2             | Sunshine Stars FC | 1:1            | 0:1              |
| 6      | Espérance ST       | 7:1             | Dynamos FC        | 6:0            | 1:1              |
| 7      | Berekum Chelsea FC | 2:1             | Cotonsport FC     | 0:0            | 2:1              |
| 8      | TP Mazembe         | 3:1             | Al-Merreikh SC    | 2:0            | 1:1              |

## Fase de grups

### Grup A
| Equip             | PJ | PG | PE | PP | GF | GC | Dif | Punts |
| ----------------- | -- | -- | -- | -- | -- | -- | --- | ----- |
| Espérance ST      | 4  | 3  | 0  | 1  | 6  | 3  | +3  | 9     |
| Sunshine Stars FC | 4  | 2  | 0  | 2  | 4  | 4  | +0  | 6     |
| ASO Chlef         | 4  | 1  | 0  | 3  | 4  | 7  | -3  | 3     |
| Étoile du Sahel   | 0  | 0  | 0  | 0  | 0  | 0  | +0  | DSQ   |

### Grup B
| Equip              | PJ | PG | PE | PP | GF | GC | Dif | Punts |
| ------------------ | -- | -- | -- | -- | -- | -- | --- | ----- |
| Al-Ahly SC         | 6  | 3  | 2  | 1  | 9  | 6  | +3  | 11    |
| TP Mazembe         | 6  | 3  | 1  | 2  | 9  | 6  | +3  | 10    |
| Berekum Chelsea FC | 6  | 2  | 3  | 1  | 9  | 10 | -1  | 9     |
| Zamalek SC         | 6  | 0  | 2  | 4  | 5  | 10 | -5  | 2     |

## Semifinals
6/7 i 20/21 d'octubre de 2012.
| Partit | Equip 1           | Resultat global | Equip 2      | Resultat anada | Resultat tornada |
| ------ | ----------------- | --------------- | ------------ | -------------- | ---------------- |
| SF1    | TP Mazembe        | 0:1             | Espérance ST | 0:0            | 0:1              |
| SF2    | Sunshine Stars FC | 3:4             | Al-Ahly SC   | 3:3            | 0:1              |

## Final
3 i 10 de novembre de 2012.
| Partit | Equip 1    | Resultat global | Equip 2      | Resultat anada | Resultat tornada |
| ------ | ---------- | --------------- | ------------ | -------------- | ---------------- |
| F      | Al-Ahly SC | 3:2             | Espérance ST | 1:1            | 2:1              |